# Caesalpinia placida
Caesalpinia placida är en ärtväxtart som beskrevs av Townshend Stith Brandegee. Caesalpinia placida ingår i släktet Caesalpinia och familjen ärtväxter. Inga underarter finns listade i Catalogue of Life.